# Giorgio Anglesio
Giorgio Anglesio (Torino, 1922. április 13. – Rocca Canavese, 2007. július 24.) olimpiai és világbajnok olasz párbajtőrvívó.